# Lidija Ceraskaja
Lidija Petrovna Ceraskaja, nota anche con lo pseudonimo di W. Ceraski (in russo Лидия Петровна Цераская?, angl.: Lidiya Petrovna Tseraskaya; Astrachan', 1855 – 1931), è stata un'astronoma russa con cittadinanza sovietica.
Ceraskaja nacque ad Astrachan' e si diplomò all'Istituto per insegnanti di Pietroburgo. Lavorò presso l'Osservatorio di Mosca, dove scoprì 219 stelle variabili; tra esse (1905) la Variabile RV Tauri, di cui riconobbe l'unicità. Il cratere venusiano Tseraskaya prende il nome da lei. I suoi articoli accademici furono pubblicati come "W. Ceraski".
Ceraskaja era sposata con Witold Ceraski (1849-1925), noto in russo come Vitol'd Karlovič Ceraskij, professore di astronomia all'Università di Mosca e direttore dell'Osservatorio di Mosca, a cui furono intitolati l'asteroide 807 Ceraskia e il cratere lunare Tseraskiy.